# Barakaldo (Gerichtsbezirk)
Der Gerichtsbezirk Barakaldo ist einer der sechs Gerichtsbezirke in der Provinz Bizkaia.
Der Bezirk umfasst 10 Gemeinden auf einer Fläche von 128,05 km² mit dem Hauptquartier in Barakaldo.

## Gemeinden
| Gemeinde                          | Einwohner (2024) | Fläche km² | Dichte Einw./km² | Cod INE | Postleitzahl |
| --------------------------------- | ---------------- | ---------- | ---------------- | ------- | ------------ |
| Abanto y Ciérvana-Abanto Zierbena | 9.409            | 18,03      | 522              | 48002   | 48500        |
| Alonsotegi                        | 3.020            | 16,02      | 189              | 48912   | 48810        |
| Barakaldo                         | 101.984          | 29,39      | 3.470            | 48013   | 48900–48903  |
| Muskiz                            | 7.361            | 20,76      | 355              | 48071   | 48550        |
| Ortuella                          | 8.629            | 7,73       | 1.116            | 48083   | 48530        |
| Portugalete                       | 44.766           | 3,21       | 13.946           | 48078   | 48920        |
| Santurtzi                         | 46.247           | 7,15       | 6.468            | 48082   | 48980        |
| Sestao                            | 28.228           | 3,54       | 7.974            | 48084   | 48910        |
| Valle de Trápaga-Trapagaran       | 11.898           | 13,07      | 910              | 48080   | 48510        |
| Zierbena                          | 1.493            | 9,15       | 163              | 48913   | 48508        |
| Gerichtsbezirk Barakaldo          | 263.035          | 128,05     | 2.054            | –       | –            |